# Кавалски общински музей
Кавалският общински музей (на гръцки: Δημοτικό Μουσείο Καβάλας) е музей в град Кавала, Гърция.

## История
Музеят отваря врати в 1986 година в двуетажна неокласическа сграда в центъра на града, съвсем близо до кметството (демархията). На приземния етаж е галерията за модерно изкуство, в която има стотици творби на Панос Гравалос, Статис Харадзис, Меропи Прека, Димитрис Какулидис, Клеархос Лукопулос. Също така са изложени и творби на местни художници – Васикаридис, Милтонас и други, както и архивът и скулптурна галерия на Полигнотос Вагис – неговите „Луни“, „Циклопи“ (1939, камък), „Пророк“ (1925, мрамор), „Marmota monax“ (1933, кестен) и „Куроси“ (гипс).
Между двата етажа има колекция от птици, създадена от Анастасиос Хурмузиадис, която включва много видове от блатата на Места, някои от които вече изчезнали.
Етнографската експозиция е на първия етаж с експонати народни носии – предимно каракачански, бижута, бродерии, предмети от бита, сечина от различни занаяти, порцелан, метални печки и грамофони.
Музеят провежда много образователни програми за ученици. Той също така приютява градския архив, който съдържа материал от гръцкото и британското външно министерство, архива на Работническия център и снимков и филмов архив, свързан с историята на Кавала.
В началото на XXI век музеят възнамерява да се мести в старите тютюневи складове и е затворен.
- Каракачански носии
- Експозицията
- „Marmota monax“, Вагис
- „Куроси“, Вагис
- „Луни“, Вагис